# Castro de Fuentidueña
Castro de Fuentidueña is een gemeente in de Spaanse provincie Segovia in de regio Castilië en León met een oppervlakte van 19,72 km². Castro de Fuentidueña telt 31 inwoners (1 januari 2016).

## Demografische ontwikkeling
Bron: INE, 1857-2011: volkstellingen